# بیست و یک اینچ
بیست و یک اینچ فیلمی به کارگردانی  و نویسندگی ابوذر صفاریان ساختهٔ سال ۱۳۷۹ است.

## بازیگران
- رضا ابری
- بهروز جلیلی
- مرتضی نجاتی
- احمد ولیان
- رضا معدنی پور
- مهران گل محمدی
- رضا زنجانیان وفا
- بهمن هاشمی
- محمدرضا کشمیری
- چیا بابامیری
- احمد بهرامی
- رضا واله
- حامد ولیان
- محمد حیدری
- یاسر انتظاری
- سامی بیداروطن
- کاوه سنجابی
- مهدی هدایی
- وحید نفر
- محسن اویسی
- علی قهرمانی
- مهناز افشار
- سعید ربیعی
- حمید میرابی
- آرش مطیعیان
- ابوذر صفاریان
- مرتضی هدایی
- بهمن دادفر
- امیر عنداله

## اکران
این فیلم در اسفندماه سال ۱۳۹۴،پس از پانزده سال توقیف در گروه سینمایی [هنر و تجربه] اکران شد و با استقبال تماشاگرانش مواجه شد.

## داستان
چند زن در یک دورهمی زنانه،در حال تماشای تلویزیون هستند و از دریچه‌ی تلویزیون،می بینند که:در زمان پخش یک مسابقه ی زنده ی تلویزیونی، افرادی که درون استودیوی پخش مسابقه حضور دارند، به وسیله ی یک گروه مشکوک گروگان گرفته می شوند. گروگان گیرها قصد دارند به هر ترتیب که شده جلوی قطع شدن برنامه را بگیرند. مسلماً در چنین موقعیتی، افرادی که داخل استودیو گرفتار شده اند،همان گروگان ها، بهترین ابزار برای نگه داشتن پخش زنده ی تصاویر هستند!